# Mohammed Ali Tewfik
El príncep Mohammed Ali Tewfik (9 de novembre de 1875 - Lausana, Suïssa, 18 de març de 1955) va ser hereu d'Egipte en dues ocasions: durant el període de 1892 a 1899 i el de 1936 a 1952.
Fill del kediv Muhammad Tewfik Paixà i el germà més jove d'Abbas II. Va perdre els drets al tron quan va néixer el qui seria Fuad II. Va ser regent en nom d'aquest però el cop d'estat de Gamal Abdel Nasser i la resta dels membres del grup del Moviment d'Oficials Lliures va donar per acabada la monarquia a Egipte. La resta de la seva vida la va passar a Suïssa.